# وایلد هانت

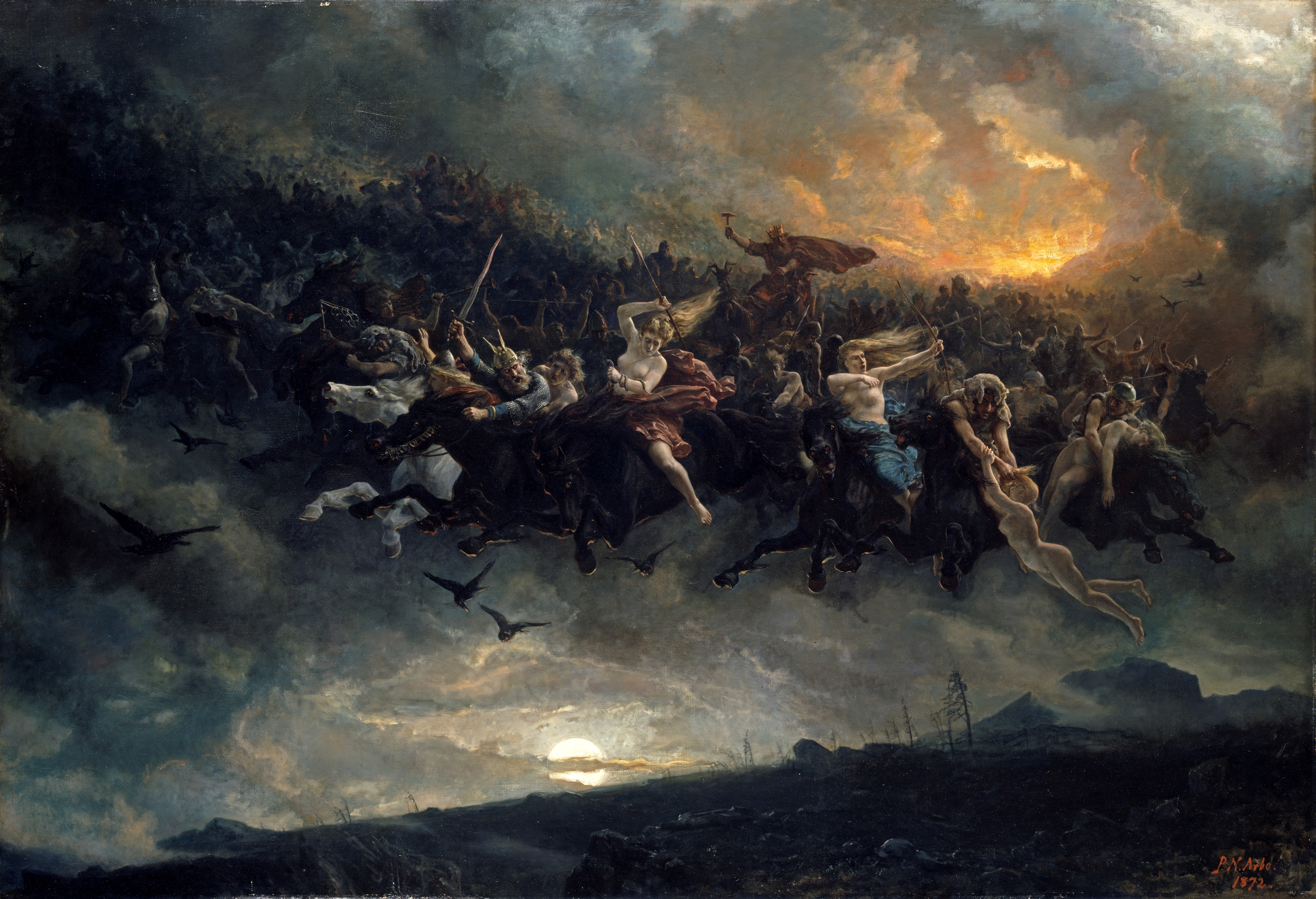
وایلد هانت اودین اثری از پیتر نیکولای آربو

وایلد هانت (به انگلیسی: Wild Hunt) یک اسطوره قدیمی اروپایی در شرق و شمال اروپا است. از آن‌ها به عنوان شکارچیان یخ زده و سوار بر اسب یاد شده که با خود طوفان قحطی و مرگ را می‌آورند و توسط کشتی‌های پرنده سفر می‌کنند. در برخی فرهنگ‌ها از آن‌ها به عنوان ارواح شکارچی یاد شده و برخی نیز می‌گویند که وایلد هانت یک شخصیت تاریخی بوده مانند تئودوریک بزرگ یا ولادیمیر پادشاه دانمارک یا خدای اودین. برخی داستان‌های قدیمی از آن‌ها به عنوان ارتشی عصبانی و نفرین شده یاد شده که برای شکستن نفرین خود کمین کرده و هر کس که در راه آن‌ها قرار گیرد را شکار کرده و با خود به سرزمین مردگان می‌برند.
آنجی ساپکوفسکی نویسندهٔ سری کتاب‌های ویچر از وایلدهانت در داستان‌هایش استفاده کرده
در کانتیننت(جهان ویچر) آن‌ها گروهی از الف‌های دنیای ان ال و از تیر نا لیا هستند که خودشان را با نام دارگ رادری به معنای سواران سرخ خطاب می‌کنند. فرمانده و پادشاه آن‌ها اردین براک گلس است که بیشتر با نام پادشاه وایلد هانت شناخته می‌شود.
هدف حقیقی آن‌ها پیدا کردن و اسیر کردن برده‌هایی از دنیاهای دیگر است. با این حال آن‌ها در مقطعی قصد گرفتن سیری (پرنسس سینترا) را داشتند که این موضوع ناشی از خون ارشد او بود